# 相模丸 (初代)
相模丸（さがみまる）は共同運輸会社、日本郵船の鉄製汽船。
1885総トン、速力12ノット。
共同運輸がイギリスのアームストロング・ミッチェル社で新造し、1884年10月13日に横浜に到着した。
1884年12月の甲申政変では御用船として輸送任務に従事した。
1885年9月に共同運輸は郵便汽船三菱と合併して日本郵船となり、「相模丸」も日本郵船に継承された。
1890年、ハワイへの移民輸送を行い、移民596人を運んだ。
日清戦争では巡洋艦代用として海軍に傭船された。期間は1894年6月15日から1895年9月30日まで。雇用代金は11万3952円。兵装は80年式12cm克砲2、短7.5cm克砲2、47mm保式重速射砲2、小銃50、拳銃20、舶刀20であった。「相模丸」の主任務は艦隊軍需品の供給で、水雷艇母艦任務も後に追加された。
義和団事件の際には1901年から9月6日に陸軍に徴傭され、1902年2月2日まで解傭された。
1903年12月時点では「相模丸」は神戸・小樽線に就航していた。
日露戦争では1904年2月5日に海軍に徴傭され、運送船として使用された後、5月の第三回旅順口閉塞作戦で閉塞船として使用され沈んだ。閉塞作戦時の指揮官は湯浅竹次郎大尉であった。「相模丸」では24名全員が消息不明となったが、生存者9名がロシア側に収容されており、また後日湯浅以下3名の遺体が旧ロシア軍墓地で発見されている。「相模丸」乗員であった河野精蔵によれば、「相模丸」は砲撃や雷撃を受けるも港口の防材を突破して爆沈。その時点では戦死者はなくボートで退避を図るが、ボートの破損などの影響で離れられず、「相模丸」の沈没に巻き込まれてボートが転覆し、その後死亡する者が続出したという。。